# American Car and Foundry

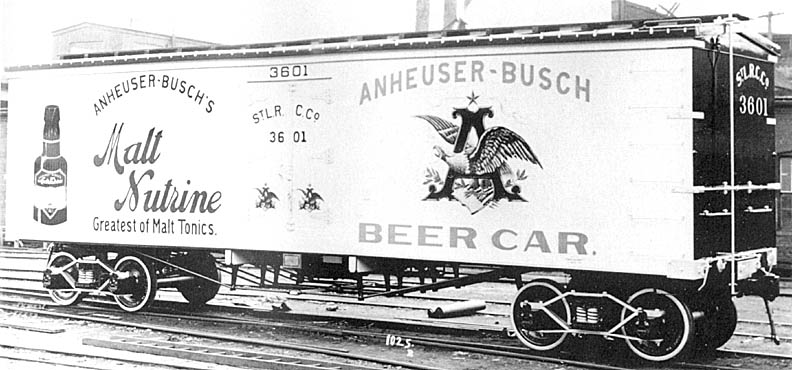
Изотермический вагон, построенной компанией в 1911 году

American Car & Foundry (ACF) — американская машиностроительная компания — производитель рельсового подвижного состава (вагонов). С 1954 года ACF Industries, Inc. — многоотраслевая корпорация, производитель продукции чёрной и цветной металлургии, производитель и лизингодатель рельсового подвижного состава, оборудования для атомной энергетики, авиационной и космической техники, и широкого спектра продукции военного назначения.

## Компании-учредители
Компания была инкорпорирована по законам штата Нью-Джерси в 1899 году в результате слияния 13 независимых вагоностроительных компаний:
- Buffalo Car Manufacturing Company (основана в 1872 году)
- Ensign Manufacturing Company (основана в 1872 году)[1]
- Jackson and Woodin Manufacturing Company (основана в 1861 году)
- Michigan-Peninsular Car Company (основана в 1892 году)
- Minerva Car Works (основана в 1882 году)
- Missouri Car and Foundry Company (основана в 1865 году)
- Murray, Dougal and Company (основана в 1864 году)
- Niagara Car Wheel Company
- Ohio Falls Car Manufacturing Company (основана в 1876 году)
- St. Charles Car Company (основана в 1873 году)
- Terre Haute Car and Manufacturing Company
- Union Car Company
- Wells and French Company (основана в 1869 году)

## Территориальное рассредоточение
Подразделения корпорации, 22 завода и офисы находились в следующих населённых пунктах (по состоянию на 1957 год):
- Александрия, Вирджиния
- Альбукерке, Нью-Мексико
- Бервик, Пенсильвания
- Буффало, Нью-Йорк
- Вашингтон, округ Колумбия
- Детройт, Мичиган
- Ист-Сент-Луис, Иллинойс
- Милтон, Пенсильвания
- Норт-Канзас-Сити, Миссури
- Нью-Йорк
- Оливетт, Миссури
- Парамес, Нью-Джерси
- Ред-Хаус, Западная Вирджиния
- Ривердейл, Мэриленд
- Сент-Луис, Миссури
- Сент-Чарльз, Миссури
- Смаковер, Арканзас
- Хантингтон, Западная Вирджиния
- Хьюстон, Техас

## Филиалы и структурные подразделения
В 1954 году компания сменила название на ACF Industries, Inc., со следующими семью структурными подразделениями в её составе:
- American Car & Foundry, Сент-Луис, Миссури (вагоностроительный завод и металлургический завод с литейным цехом) — производство рельсового подвижного состава и металлического проката;
- Avion, Ривердейл, Мэриленд — авиационная техника и авионика;
- Carter Carburetor (до поглощения — Carter Carburetor Corporation[англ.]), Сент-Луис и Оливетт, Миссури — производство металлических изделий;
- Erco, Вашингтон, округ Колумбия (центральный офис), Ривердейл, Мэриленд (промзона), Александрия, Вирджиния — производство электроники и электротехники;
- Nuclear Energy Products, Вашингтон, округ Колумбия (центральный офис) Альбукерке, Нью-Мексико (офис и главные производственные мощности), Буффало, штат Нью-Йорк (два завода), Нью-Йорк (офис) — атомная энергетика, производство и обслуживание коммерческих ядерных реакторов;
- Shippers Car Line — транспортно-логистические услуги, лизинг железнодорожного транспорта;
- W-K-M — трубопроводное оборудование, полнопроходные задвижки и вентили, смазывающиеся клиновые задвижки, возвратные колена (для труб), различное оборудование для нефтеперерабатывающей и химической промышленности.

## Слияния и поглощения
Поглощена компанией Карла Айкана Carl Icahn’s I.C. Holding Co. в 1984 году.

## Продукция

### Продукция гражданского назначения
К 1928 году компания начала производить грузовые вагоны (платформы, наливники и т. д.) и запчасти к ним. К моменту своего переименования в ACF Industries, Inc., компания уже занималась производством оборудования для нефтедобывающей промышленности и выпуском специализированных пластиков.

### Продукция военного назначения
Военная продукция по филиалам и подразделениям
- Avion — системы наведения для ракетного вооружения, бортовая аппаратура летательных и космических аппаратов, бортовые инфракрасные и оптико-электронные системы, станции поиска и сопровождения целей для самолётов-истребителей, тренажёры и электронные учебные средства для лётчиков и космонавтов;
- Carter Carburetor — контактные взрыватели ударного действия,[2] металлические детали кластерных,[3] кассетных[4] и авиационных бомб,[5] миномётных выстрелов,[6] металлические детали для кластерных авиационных бомб BLU-3/B[англ.],[7] кассетных авиационных бомб CBU 14A/A,[4] корпуса M52 взрывателей ударного действия M525 для миномётных выстрелов[8] и различные элементы вооружения и боеприпасов[8][9].
- Erco — автоматические станки для производства различных компонентов вооружения и боеприпасов, детали ракет и фюзеляжей летательных аппаратов, электронные тренажёры пилота военных самолётов, средства радиоэлектронного и оптико-электронного противодействия.
- Nuclear Energy Products — ядерные боевые части для ракетного и бомбового вооружения:[10]

- Завод по производству ядерного оружия в Буффало (Buffalo Works) функционировал в 1945—1952 гг., после чего производство и НИОКР военной тематики были переведены в Альбукерке на Южноальбукеркский оружейный завод (South Albuquerque Works), где велись в 1952—1967 гг. Оба предприятия являлись объектами частного пользования с государственной формой собственности (GOCO) в ведении Комиссии по атомной энергии США, где ACF выступала бессменным подрядчиком указанной структуры.